# Dragon Ball Z: Kami to Kami
Dragon Ball Z:Trận chiến giữa những vị Thần (Nhật: ドラゴンボールZ 神と神 Hepburn: Doragon Bōru Zetto: Kami to Kami, lit. "Dragon Ball Z: God and God) là bộ phim hoạt hình dựa trên loạt phim Bảy viên ngọc rồng. Bộ phim được chiếu trên các rạp của Nhật vào ngày 30 tháng 3 năm 2013. Movie là một phần cốt truyện nguyên gốc của bộ Manga của tác giả Toriyama Akira, tương ứng với chapters 517 và 518, bối cảnh được lấy vào thời điểm 4 năm sau cuộc chiến đánh bại Majin-Buu.
Bộ phim do Hosoda Masahiro làm đạo diễn (series anime Cell arc of Dragon Ball Z), kịch bản Watanabe Yuusuke (20th Century Boys, Gantz movie adaptations). Mangaka - Toriayama Akira cũng đã tham gia vào dự án này, ngay từ khâu kịch bản.

## Nội dung phim
Bối cảnh phim diễn ra vài năm sau cuộc chiến đánh bại Majin-Buu. Beerus, vị thần hủy diệt duy trì trạng thái cân bằng cho vũ trụ đã thức dậy sau một giấc ngủ dài. Nghe tin đồn rằng có một người Saiyan đã đánh bại Frieza, Beerus lập tức đi tìm Goku.
Sau một thời gian dài không có đối thủ mạnh, Goku bỏ qua lời khuyên của King Kai và thách thức Beerus trong một trận chiến. Tuy nhiên, Goku trong trạng thái Super Saiyan 3 dễ dàng bị Beerus đánh bại chỉ với 2 đòn. Beerus tiếp tục đến Trái đất để tìm tung tích của đối thủ có tên gọi là Thần Siêu Saiyan (Super Saiyan God). Các anh hùng và bạn bè của họ đang ở Capsule Corporation, nơi đang tổ chức tiệc sinh nhật cho Bulma. Beerus đã dễ dàng đánh bại Kuririn, Gohan, Piccolo, Vegeta, và những người khác. Vegeta có vẻ đã gặp Bills từ trước. Vegeta đã cố gắng để không làm Bills nổi giận nhưng mọi công sức của anh đều không thành công. Goku gọi rồng thần ra để hỏi về Super Saiyan God. Rồng thần đã giải thích và cách để trở thành Super Saiyan God: Nếu 5 người Saiyan có trái tim lương thiện cùng truyền năng lượng cho 1 người Saiyan khác cũng có trái tim lương thiện thì người đó sẽ trở thành Super Saiyan God. Goku dưới sự giúp đỡ của 5 chiến binh Saiyan là Vegeta, Trunks, Gohan, Goten và Pan trong bụng Videl đã trở thành Thần Saiyan và cuộc chiến bắt đầu.